# Adinandra masambensis
Adinandra masambensis är en tvåhjärtbladig växtart som beskrevs av Clarence Emmeren Kobuski. Adinandra masambensis ingår i släktet Adinandra och familjen Pentaphylacaceae. Inga underarter finns listade i Catalogue of Life.